# هنی امان
هنی امان (انگلیسی: Henny Eman؛ ۲۰ مارس ۱۹۴۸ – ۶ ژانویهٔ ۲۰۲۵) یک سیاست‌مدار اهل آروبا بود. وی از ۲ مرتبه از ۱ ژانویهٔ ۱۹۸۶ تا ۹ فوریهٔ ۱۹۸۹ و از ۲۹ ژوئیهٔ ۱۹۹۴ تا ۳۰ اکتبر ۲۰۰۱ نخست‌وزیر این کشور بود.
هنی امان در ۶ ژانویهٔ  ۲۰۲۵، در سن ۷۶ سالگی درگذشت.